# Goupilictis minor
A Goupilictis minor az emlősök (Mammalia) osztályának ragadozók (Carnivora) rendjébe, ezen belül a fosszilis medvekutyafélék (Amphicyonidae) családjába és az Amphicyoninae alcsaládjába tartozó faj.
Az eddigi felfedezések szerint, nemének az egyetlen faja.

## Tudnivalók
A Goupilictis minor az oligocén és a miocén korokban élt, azaz 28,4-5,332 millió évvel ezelőtt. Maradványait Franciaországban, Németországban és Ukrajnában fedezték fel.